# (2380) Heilongjiang
(2380) Heilongjiang (1965 SN) – planetoida z pasa głównego asteroid okrążająca Słońce w ciągu 3,25 lat w średniej odległości 2,19 au. Odkryta 18 września 1965 roku.